# Mistrzostwa świata juniorów w narciarstwie alpejskim

Mistrzostwa świata juniorów w narciarstwie alpejskim to główna impreza dla młodych narciarzy z całego świata w uprawiających narciarstwo alpejskie. Pierwsze mistrzostwa świata juniorów w narciarstwie alpejskim odbyły się w 1982 r. we francuskiej miejscowości Auron. Od tego czasu rozgrywane są corocznie. Mistrzostwa te organizowane są przez Międzynarodową Federację Narciarską.
Od początku w mistrzostwach tych uczestniczą zarówno kobiety jak i mężczyźni, w wieku od 15 do 20 lat. Obecnie rozgrywane konkurencje to zjazd, supergigant, gigant, slalom i kombinacja. 

## Organizatorzy
| - MŚJ 1982 – Auron, Francja - MŚJ 1983 – Sestriere, Włochy - MŚJ 1984 – Sugarloaf, USA - MŚJ 1985 – Jasná, Czechosłowacja - MŚJ 1986 – Bad Kleinkirchheim, Austria - MŚJ 1987 – Sälen, Szwecja i Hemsedal, Norwegia - MŚJ 1988 – Madonna di Campiglio, Włochy - MŚJ 1989 – Aleyska, USA - MŚJ 1990 – Zinal, Szwajcaria - MŚJ 1991 – Geilo, Norwegia - MŚJ 1992 – Maribor, Słowenia - MŚJ 1993 – Montecampione, Włochy - MŚJ 1994 – Lake Placid, USA - MŚJ 1995 – Voss, Norwegia |  | - MŚJ 1996 – Schwyz, Szwajcaria - MŚJ 1997 – Schladming, Austria - MŚJ 1998 – Megève, Francja - MŚJ 1999 – Pra Loup, Francja - MŚJ 2000 – Mont-Sainte-Anne, Kanada - MŚJ 2001 – Verbier, Szwajcaria - MŚJ 2002 – Tarvisio, Włochy - MŚJ 2003 – Briançonnais, Francja - MŚJ 2004 – Maribor, Słowenia - MŚJ 2005 – Bardonecchia, Włochy - MŚJ 2006 – Québec, Kanada - MŚJ 2007 – Altenmarkt, Austria - MŚJ 2008 – Formigal, Hiszpania - MŚJ 2009 – Garmisch-Partenkirchen, Niemcy |  | - MŚJ 2010 – Region Mont Blanc, Francja - MŚJ 2011 – Crans-Montana, Szwajcaria - MŚJ 2012 – Roccaraso, Włochy - MŚJ 2013 – Québec, Kanada - MŚJ 2014 – Jasná, Słowacja - MŚJ 2015 – Hafjell, Norwegia - MŚJ 2016 – Soczi, Rosja - MŚJ 2017 – Åre, Szwecja - MŚJ 2018 – Davos, Szwajcaria - MŚJ 2019 – Val di Fassa, Włochy - MŚJ 2020 – Narwik, Norwegia - MŚJ 2021 – Bansko, Bułgaria - MŚJ 2022 – Panorama, Kanada - MŚJ 2023 – St. Anton, Austria | - MŚJ 2024 – Portes du Soleil, Francja - MŚJ 2025 – Santa Caterina, Włochy |

## Medaliści

### Mężczyźni
| Miejscowość                            | Konkurencja | Zwycięzca                | Drugi                              | Trzeci                         |
| 1982 Auron, Francja                    | Zjazd       | Franck Piccard           | Harald Krenn                       | Guido Hinterseer               |
| 1982 Auron, Francja                    | Gigant      | Günther Mader            | Guido Hinterseer                   | Johan Wallner                  |
| 1982 Auron, Francja                    | Slalom      | Johan Wallner            | Oswald Tötsch                      | Guido Hinterseer               |
| 1982 Auron, Francja                    | Kombinacja  | Guido Hinterseer         | Jürgen Grabher                     | Tomaž Čižman                   |
| 1983 Sestriere, Włochy                 | Zjazd       | Luc Alphand              | Günther Schwaiger                  | Siegfried Stürzenbecher        |
| 1983 Sestriere, Włochy                 | Gigant      | Johan Wallner            | Magnus Berg                        | Rok Petrovič                   |
| 1983 Sestriere, Włochy                 | Slalom      | Rok Petrovič             | Magnus Berg                        | Leonid Mielnikow               |
| 1983 Sestriere, Włochy                 | Kombinacja  | Leonid Mielnikow         | Luc Alphand                        | Tomaž Čižman                   |
| 1984 Sugarloaf, USA                    | Zjazd       | Denis Rey                | Graham Bell                        | Didier Paget                   |
| 1984 Sugarloaf, USA                    | Gigant      | Rudolf Nierlich          | Helmut Mayer                       | Luca Pesando                   |
| 1984 Sugarloaf, USA                    | Slalom      | Atsushi Itō              | Sašo Robič                         | Finn Christian Jagge           |
| 1984 Sugarloaf, USA                    | Kombinacja  | Johann Hofer             | Luca Pesando                       | Finn Christian Jagge           |
| 1985 Jasná, Czechosłowacja             | Zjazd       | Giorgio Piantanida       | Hans-Jörg Tauscher                 | Patrick Ortlieb                |
| 1985 Jasná, Czechosłowacja             | Gigant      | Robert Žan               | Bernd Stöhrmann                    | Johann Hofer                   |
| 1985 Jasná, Czechosłowacja             | Slalom      | Rainer Salzgeber         | Sašo Robič                         | Paul Accola                    |
| 1985 Jasná, Czechosłowacja             | Kombinacja  | Rainer Salzgeber         | Paul Accola                        | Berni Huber                    |
| 1986 Bad Kleinkirchheim, Austria       | Zjazd       | William Besse            | Andreas Evers                      | Roman Siess                    |
| 1986 Bad Kleinkirchheim, Austria       | Gigant      | Konrad Ladstätter        | Anders Lundqvist                   | Richard Kröll                  |
| 1986 Bad Kleinkirchheim, Austria       | Slalom      | Anders Lundqvist         | Richard Kröll                      | Peter Wirnsberger II           |
| 1986 Bad Kleinkirchheim, Austria       | Kombinacja  | Peter Wirnsberger II     | Richard Kröll                      | Peter Runggaldier              |
| 1987 Sälen, Szwecja Hemsedal, Norwegia | Zjazd       | Urs Lehmann              | Tommy Moe                          | Wolfgang Erharter              |
| 1987 Sälen, Szwecja Hemsedal, Norwegia | Gigant      | Thomas Wolf              | Wolfgang Erharter                  | Adrián Bíreš                   |
| 1987 Sälen, Szwecja Hemsedal, Norwegia | Slalom      | Roger Pramotton          | Michael von Grünigen               | Adrián Bíreš                   |
| 1987 Sälen, Szwecja Hemsedal, Norwegia | Kombinacja  | Wolfgang Erharter        | Adrián Bíreš                       | Roger Pramotton                |
| 1988 Madonna di Campiglio, Włochy      | Zjazd       | Kaspar Gilgenrainer      | Wolfgang Graßl                     | Peter Rzehak                   |
| 1988 Madonna di Campiglio, Włochy      | Supergigant | Jeremy Nobis             | Sergio Bergamelli                  | Peter Rzehak                   |
| 1988 Madonna di Campiglio, Włochy      | Gigant      | Gregor Grilc             | Janne Leskinen                     | Jeremy Nobis                   |
| 1988 Madonna di Campiglio, Włochy      | Slalom      | Stefan Szałamanow        | Thomas Fogdö                       | Max Ancenay                    |
| 1988 Madonna di Campiglio, Włochy      | Kombinacja  | Konstantin Czistiakow    | Max Ancenay                        | Vlastimil Maxa                 |
| 1989 Aleyska, USA                      | Zjazd       | Ed Podivinsky            | Daniel Brunner                     | Paulo Oppliger                 |
| 1989 Aleyska, USA                      | Supergigant | Tommy Moe                | Alex Mair                          | Matej Jovan                    |
| 1989 Aleyska, USA                      | Gigant      | Jeremy Nobis             | Peter Olsson                       | Sergio Bergamelli              |
| 1989 Aleyska, USA                      | Slalom      | Sergio Bergamelli        | Gregor Grilc                       | Alberto Senigagliesi           |
| 1989 Aleyska, USA                      | Kombinacja  | Tommy Moe                | Matej Jovan                        | Daniel Brunner                 |
| 1990 Zinal, Szwajcaria                 | Zjazd       | Kjetil André Aamodt      | Lasse Kjus                         | Giovanni Feltrin               |
| 1990 Zinal, Szwajcaria                 | Supergigant | Kjetil André Aamodt      | Norman Bergamelli                  | Lasse Kjus                     |
| 1990 Zinal, Szwajcaria                 | Gigant      | Lasse Kjus               | Kjetil André Aamodt                | Mitja Kunc                     |
| 1990 Zinal, Szwajcaria                 | Slalom      | Luigi Tacchini           | Kjetil André Aamodt                | Lasse Kjus                     |
| 1990 Zinal, Szwajcaria                 | Kombinacja  | Kjetil André Aamodt      | Lasse Kjus                         | Janne Leskinen                 |
| 1991 Geilo, Norwegia                   | Zjazd       | Ivan Bormolini           | Ernesto de Matta                   | Karl Heinz Molling             |
| 1991 Geilo, Norwegia                   | Supergigant | Jure Košir               | Christian Mayer                    | Bruno Kernen                   |
| 1991 Geilo, Norwegia                   | Gigant      | Massimo Zuchelli         | Gerhard Greber                     | Franck Carmagnolle             |
| 1991 Geilo, Norwegia                   | Slalom      | Casey Puckett            | Sébastien Amiez                    | Andrea Zinsli                  |
| 1991 Geilo, Norwegia                   | Kombinacja  | Bruno Kernen             | Ivan Bormolini                     | Christian Mayer                |
| 1992 Maribor, Słowenia                 | Zjazd       | Michael Makar            | Josef Strobl                       | Wolfgang Rieder Tobias Hellman |
| 1992 Maribor, Słowenia                 | Supergigant | Tobias Hellman           | Josef Strobl                       | Jürgen Hasler                  |
| 1992 Maribor, Słowenia                 | Gigant      | Michel Stuffer           | Tobias Hellman                     | Torbjørn Søgaard               |
| 1992 Maribor, Słowenia                 | Slalom      | Tobias Hellman           | Didier Plaschy                     | Kilian Albrecht                |
| 1992 Maribor, Słowenia                 | Kombinacja  | Tobias Hellman           | Didier Plaschy                     | Gaëtan Llorach                 |
| 1993 Monte Campione, Włochy            | Zjazd       | Gaëtan Llorach           | Josef Strobl                       | Massimiliano Iezza             |
| 1993 Monte Campione, Włochy            | Supergigant | Massimiliano Iezza       | Maurizio Feller                    | Josef Strobl                   |
| 1993 Monte Campione, Włochy            | Gigant      | Josef Strobl             | Jōji Kawaguchi                     | Frederic Marin-Cudraz          |
| 1993 Monte Campione, Włochy            | Slalom      | Chip Knight              | Gaëtan Llorach                     | Jōji Kawaguchi                 |
| 1993 Monte Campione, Włochy            | Kombinacja  | Gaëtan Llorach           | Jōji Kawaguchi                     | Josef Strobl                   |
| 1994 Lake Placid, USA                  | Zjazd       | Kevin Wert               | Wasilij Biezsmielnicyn             | Jason Rosener                  |
| 1994 Lake Placid, USA                  | Supergigant | Benjamin Melquiond       | Andriej Filiczkin                  | Frédéric Covili                |
| 1994 Lake Placid, USA                  | Gigant      | Stefan Stankalla         | Christian Pichler                  | Hans Petter Buraas             |
| 1994 Lake Placid, USA                  | Slalom      | Frédéric Covili          | Chip Knight                        | Christian Hutter               |
| 1994 Lake Placid, USA                  | Kombinacja  | Frédéric Covili          | Andreas Ertl                       | Giorgio Rocca                  |
| 1995 Voss, Norwegia                    | Zjazd       | Kurt Sulzenbacher        | Norbert Hozknecht                  | Paolo Lampredi                 |
| 1995 Voss, Norwegia                    | Gigant      | Christoph Gruber         | Marc Kühni                         | Jeff Piccard                   |
| 1995 Voss, Norwegia                    | Slalom      | Florian Seer             | Marco Casanova                     | Albert Leichtfried             |
| 1995 Voss, Norwegia                    | Kombinacja  | Christoph Gruber         | Walter Girardi                     | David de Costa                 |
| 1996 Schwyz, Szwajcaria                | Zjazd       | Ambrosi Hoffmann         | Daniel Dorigo                      | Claudio Dietrich               |
| 1996 Schwyz, Szwajcaria                | Supergigant | Didier Défago            | Silvano Beltrametti                | Pierre-Emmanuel Dalcin         |
| 1996 Schwyz, Szwajcaria                | Gigant      | Rainer Schönfelder       | Daniel Uznik                       | Didier Défago                  |
| 1996 Schwyz, Szwajcaria                | Slalom      | Benjamin Raich           | Rainer Schönfelder                 | Brent McKinlay                 |
| 1996 Schwyz, Szwajcaria                | Kombinacja  | Rainer Schönfelder       | Didier Défago                      | Kalle Palander                 |
| 1997 Schladming, Austria               | Zjazd       | Matteo Berbenni          | Silvano Beltrametti                | Andreas Damstuen               |
| 1997 Schladming, Austria               | Supergigant | Martin Stocker           | Harald Pachner                     | Markus Larsson                 |
| 1997 Schladming, Austria               | Gigant      | Benjamin Raich           | Patrick Thaler                     | Markus Larsson                 |
| 1997 Schladming, Austria               | Slalom      | Mitja Dragšič            | Martin Stocker                     | Florian Eckert                 |
| 1997 Schladming, Austria               | Kombinacja  | Markus Larsson           | Pierre Egger                       | Ivica Kostelić                 |
| 1998 Megève, Francja                   | Zjazd       | Andreas Buder            | Matteo Berbenni                    | Scott Macartney                |
| 1998 Megève, Francja                   | Supergigant | Freddy Rech              | Andrej Jerman                      | Konrad Hari                    |
| 1998 Megève, Francja                   | Gigant      | Benjamin Raich           | Manfred Gstatter                   | Silvano Beltrametti            |
| 1998 Megève, Francja                   | Slalom      | Benjamin Raich           | Mario Matt                         | Kurt Engl                      |
| 1998 Megève, Francja                   | Kombinacja  | Benjamin Raich           | Kurt Engl                          | Julien Lizeroux                |
| 1999 Pra Loup, Francja                 | Zjazd       | Klaus Kröll              | Kurt Engl                          | Thomas Graggaber               |
| 1999 Pra Loup, Francja                 | Supergigant | Manfred Gstatter         | Freddy Rech                        | Matteo Berbenni                |
| 1999 Pra Loup, Francja                 | Gigant      | Christoph Alster         | Freddy Rech                        | Mitja Dragšič                  |
| 1999 Pra Loup, Francja                 | Slalom      | Massimiliano Blardone    | Kurt Engl                          | Alexandre Anselmet             |
| 1999 Pra Loup, Francja                 | Kombinacja  | Kurt Engl                | Mario Matt                         | Massimiliano Blardone          |
| 2000 Mont-Sainte-Anne, Kanada          | Zjazd       | Thomas Graggaber         | Klaus Kröll                        | Martin Kraus                   |
| 2000 Mont-Sainte-Anne, Kanada          | Supergigant | Klaus Kröll              | Martin Kraus                       | Hannes Reichelt                |
| 2000 Mont-Sainte-Anne, Kanada          | Gigant      | Georg Streitberger       | Bernard Vajdič                     | Freddy Rech                    |
| 2000 Mont-Sainte-Anne, Kanada          | Slalom      | Daniel Défago            | Matthias Lanzinger                 | Marco Sullivan                 |
| 2000 Mont-Sainte-Anne, Kanada          | Kombinacja  | Matthias Lanzinger       | Bernard Vajdič                     | Hannes Reichelt                |
| 2001 Verbier, Szwajcaria               | Zjazd       | Thomas Graggaber         | Silvan Zurbriggen                  | Christoph Kornberger           |
| 2001 Verbier, Szwajcaria               | Supergigant | Christoph Kornberger     | Peter Struger                      | Gauthier de Tessières          |
| 2001 Verbier, Szwajcaria               | Gigant      | Hannes Reiter            | Johann Grugger                     | Peter Fill                     |
| 2001 Verbier, Szwajcaria               | Slalom      | Stefan Kogler            | Roman Groebmer                     | Cristian Deville               |
| 2001 Verbier, Szwajcaria               | Kombinacja  | Patrick Bechter          | Luca Tiezza                        | Christoph Kornberger           |
| 2002 Tarvisio, Włochy                  | Zjazd       | Adam Cole                | Mario Scheiber                     | Aksel Lund Svindal             |
| 2002 Tarvisio, Włochy                  | Supergigant | Peter Fill               | Peter Struger                      | Aksel Lund Svindal             |
| 2002 Tarvisio, Włochy                  | Slalom      | Steven Nyman             | Marc Berthod                       | Aksel Lund Svindal             |
| 2002 Tarvisio, Włochy                  | Kombinacja  | Aksel Lund Svindal       | Steven Nyman                       | Alexander Koll                 |
| 2003 Briançonnais, Francja             | Zjazd       | Daniel Albrecht          | Siergiej Komarow                   | Marc Berthod                   |
| 2003 Briançonnais, Francja             | Supergigant | François Bourque         | Siergiej Komarow                   | Mario Scheiber                 |
| 2003 Briançonnais, Francja             | Gigant      | Mario Scheiber           | Daniel Albrecht                    | Philipp Schörghofer            |
| 2003 Briançonnais, Francja             | Slalom      | Marc Berthod             | Daniel Albrecht                    | Lucas Senoner                  |
| 2003 Briançonnais, Francja             | Kombinacja  | Daniel Albrecht          | Lucas Senoner                      | Christian Flaschberger         |
| 2004 Maribor, Słowenia                 | Zjazd       | Romed Baumann            | Silvano Varettoni                  | François Bourque               |
| 2004 Maribor, Słowenia                 | Supergigant | Hans Olsson              | Manuel Osborne-Paradis             | François Bourque               |
| 2004 Maribor, Słowenia                 | Gigant      | Jeffrey Harrison         | Kjetil Jansrud                     | Fredrik Nordh                  |
| 2004 Maribor, Słowenia                 | Slalom      | Raphael Fässler          | Ted Ligety                         | Fredrik Nordh                  |
| 2004 Maribor, Słowenia                 | Kombinacja  | François Bourque         | Fredrik Nordh                      | Lars Elton Myhre               |
| 2005 Bardonecchia, Włochy              | Zjazd       | Rok Perko                | Christopher Beckmann               | Erik Fischer                   |
| 2005 Bardonecchia, Włochy              | Supergigant | Michael Gmeiner          | Rok Perko                          | Gareth Sine                    |
| 2005 Bardonecchia, Włochy              | Gigant      | Michael Gmeiner          | Florian Scheiber                   | Stefan Guay                    |
| 2005 Bardonecchia, Włochy              | Slalom      | Filip Trejbal            | Mattias Hargin                     | Beat Feuz                      |
| 2005 Bardonecchia, Włochy              | Kombinacja  | Tim Jitloff              | Kjetil Jansrud                     | Florian Scheiber               |
| 2006 Québec, Kanada                    | Zjazd       | Christopher Beckmann     | Romed Baumann                      | Stefan Guay                    |
| 2006 Québec, Kanada                    | Supergigant | Michael Sablatnik        | Gašper Markič                      | Andrew Weibrecht               |
| 2006 Québec, Kanada                    | Gigant      | Stefan Guay              | Petteri Kantola                    | Carlo Janka                    |
| 2006 Québec, Kanada                    | Slalom      | Mikkel Bjørge            | Romed Baumann                      | Sandro Viletta                 |
| 2006 Québec, Kanada                    | Kombinacja  | Romed Baumann            | Mauro Caviezel                     | Kryštof Krýzl                  |
| 2007 Altenmarkt, Austria               | Zjazd       | Beat Feuz                | Matts Olsson                       | Bernhard Graf                  |
| 2007 Altenmarkt, Austria               | Supergigant | Beat Feuz                | Joachim Puchner                    | Bernhard Graf                  |
| 2007 Altenmarkt, Austria               | Gigant      | Marcel Hirscher          | Marcus Sandell                     | Matts Olsson                   |
| 2007 Altenmarkt, Austria               | Slalom      | Matic Skube              | Marcel Hirscher                    | Beat Feuz                      |
| 2007 Altenmarkt, Austria               | Kombinacja  | Beat Feuz                | Bernhard Graf                      | Miha Kuerner                   |
| 2008 Formigal, Hiszpania               | Zjazd       | Hagen Patscheider        | Eian Sandvik                       | Jonas Fravi                    |
| 2008 Formigal, Hiszpania               | Supergigant | Andreas Sander           | Matthias Mayer                     | Björn Sieber                   |
| 2008 Formigal, Hiszpania               | Gigant      | Marcel Hirscher          | Markus Nilsen                      | Matts Olsson                   |
| 2008 Formigal, Hiszpania               | Slalom      | Marcel Hirscher          | Jacopo di Ronco                    | Tomoya Ishii Kristian Haug     |
| 2008 Formigal, Hiszpania               | Kombinacja  | Matts Olsson             | Kristian Haug                      | Hagen Patscheider              |
| 2009 Ga-Pa, Niemcy                     | Zjazd       | Andy Plank               | Dominik Paris                      | Andreas Romar                  |
| 2009 Ga-Pa, Niemcy                     | Supergigant | Manuel Kramer            | Marcel Hirscher                    | Dominik Paris                  |
| 2009 Ga-Pa, Niemcy                     | Gigant      | Alexis Pinturault        | Björn Sieber                       | Marcel Hirscher                |
| 2009 Ga-Pa, Niemcy                     | Slalom      | Jesper Riis-Johannessen  | Tommy Ford                         | Nolan Kasper                   |
| 2009 Ga-Pa, Niemcy                     | Kombinacja  | Sepp Gerber              | Dominik Paris                      | Giovanni Borsotti              |
| 2010 Region Mont Blanc, Francja        | Zjazd       | Mattia Casse             | Frederic Berthold                  | Boštjan Kline                  |
| 2010 Region Mont Blanc, Francja        | Supergigant | Maxence Muzaton          | Espen Lysdahl                      | Mattia Casse                   |
| 2010 Region Mont Blanc, Francja        | Gigant      | Mathieu Faivre           | Stefan Luitz                       | Espen Lysdahl                  |
| 2010 Region Mont Blanc, Francja        | Slalom      | Reto Schmidiger          | Lukas Tippelreither                | Siergiej Majtakow              |
| 2010 Region Mont Blanc, Francja        | Kombinacja  | Colby Granstrom          | Jacopo di Ronco                    | Kelby Halbert                  |
| 2011 Crans-Montana, Szwajcaria         | Zjazd       | Boštjan Kline            | Frederic Berthold                  | Otmar Striedinger              |
| 2011 Crans-Montana, Szwajcaria         | Supergigant | Boštjan Kline            | Frederic Berthold                  | Justin Murisier                |
| 2011 Crans-Montana, Szwajcaria         | Gigant      | Alexis Pinturault        | Vincent Kriechmayr                 | Mathieu Faivre                 |
| 2011 Crans-Montana, Szwajcaria         | Slalom      | Reto Schmidiger          | Justin Murisier                    | Mathias Rolland                |
| 2011 Crans-Montana, Szwajcaria         | Kombinacja  | Reto Schmidiger          | Justin Murisier                    | Phil Brown                     |
| 2012 Roccaraso, Włochy                 | Zjazd       | Ryan Cochran-Siegle      | Ralph Weber                        | Nils Mani                      |
| 2012 Roccaraso, Włochy                 | Supergigant | Ralph Weber              | Nils Mani                          | Johannes Strolz                |
| 2012 Roccaraso, Włochy                 | Gigant      | Henrik Kristoffersen     | Thomas Dreßen                      | Žan Kranjec                    |
| 2012 Roccaraso, Włochy                 | Slalom      | Santeri Paloniemi        | Henrik Kristoffersen               | Reto Schmidiger                |
| 2012 Roccaraso, Włochy                 | Kombinacja  | Ryan Cochran-Siegle      | Henrik Kristoffersen               | Žan Kranjec                    |
| 2013 Québec, Kanada                    | Zjazd       | Nils Mani                | Thomas Mayrpeter                   | Valentin Giraud-Moine          |
| 2013 Québec, Kanada                    | Supergigant | Thomas Mayrpeter         | Nils Mani                          | Adrian Smiseth Sejersted       |
| 2013 Québec, Kanada                    | Gigant      | Aleksander Aamodt Kilde  | Alex Zingerle                      | Žan Kranjec                    |
| 2013 Québec, Kanada                    | Slalom      | Manuel Feller            | Ramon Zenhäusern                   | Santeri Paloniemi              |
| 2013 Québec, Kanada                    | Kombinacja  | Henrik Kristoffersen     | Gino Caviezel                      | Endre Bjertness                |
| 2014 Jasná, Słowacja                   | Zjazd       | Adrian Smiseth Sejersted | Thomas Dreßen                      | Marco Schwarz                  |
| 2014 Jasná, Słowacja                   | Supergigant | Marco Schwarz            | Daniel Danklmaier                  | Matteo de Vettori              |
| 2014 Jasná, Słowacja                   | Gigant      | Henrik Kristoffersen     | Marcus Monsen                      | Rasmus Windingstad             |
| 2014 Jasná, Słowacja                   | Slalom      | Henrik Kristoffersen     | Luca Aerni                         | Daniel Yule                    |
| 2014 Jasná, Słowacja                   | Kombinacja  | Matteo de Vettori        | Adrian Smiseth Sejersted           | Marcus Monsen                  |
| 2015 Hafjell, Norwegia                 | Zjazd       | Henri Battilani          | Marcus Monsen                      | Niels Hintermann               |
| 2015 Hafjell, Norwegia                 | Supergigant | Miha Hrobat              | Štefan Hadalin                     | Loïc Meillard                  |
| 2015 Hafjell, Norwegia                 | Gigant      | Henrik Kristoffersen     | Loïc Meillard                      | Marcus Monsen                  |
| 2015 Hafjell, Norwegia                 | Slalom      | Henrik Kristoffersen     | Marco Schwarz                      | AJ Ginnis                      |
| 2015 Hafjell, Norwegia                 | Kombinacja  | Loïc Meillard            | Štefan Hadalin                     | Miha Hrobat                    |
| 2016 Soczi, Rosja                      | Zjazd       | Erik Arvidsson           | Stefan Babinsky                    | Victor Schuller                |
| 2016 Soczi, Rosja                      | Supergigant | Matthieu Bailet          | James Crawford                     | Marco Odermatt                 |
| 2016 Soczi, Rosja                      | Gigant      | Marco Odermatt           | Elie Gateau                        | Maximilian Lahnsteiner         |
| 2016 Soczi, Rosja                      | Slalom      | Istok Rodeš              | Frederik Norys                     | Elias Kolega                   |
| 2016 Soczi, Rosja                      | Kombinacja  | Štefan Hadalin           | Marcus Monsen                      | Istok Rodeš                    |
| 2017 Åre, Szwecja                      | Zjazd       | Sam Morse                | Alexander Prast                    | Raphael Haaser                 |
| 2017 Åre, Szwecja                      | Supergigant | Nils Alphand             | Raphael Haaser                     | Semyel Bissig                  |
| 2017 Åre, Szwecja                      | Gigant      | Loïc Meillard            | Timon Haugan                       | Victor Guillot                 |
| 2017 Åre, Szwecja                      | Slalom      | Adrian Pertl             | Bjørn Brudevoll                    | Simon Jefimow                  |
| 2017 Åre, Szwecja                      | Kombinacja  | Loïc Meillard            | River Radamus                      | Georg Hegele                   |
| 2018 Davos, Szwajcaria                 | Zjazd       | Marco Odermatt           | Sam Mulligan                       | Lars Rösti                     |
| 2018 Davos, Szwajcaria                 | Supergigant | Marco Odermatt           | River Radamus                      | Luke Winters                   |
| 2018 Davos, Szwajcaria                 | Gigant      | Marco Odermatt           | Fabio Gstrein                      | Albert Popow                   |
| 2018 Davos, Szwajcaria                 | Slalom      | Clément Noël             | Alex Vinatzer                      | Joachim Jagge Lindstøl         |
| 2018 Davos, Szwajcaria                 | Kombinacja  | Marco Odermatt           | Semyel Bissig                      | Raphael Haaser                 |
| 2019 Val di Fassa, Włochy              | Zjazd       | Lars Rösti               | Julian Schütter                    | Manuel Traninger               |
| 2019 Val di Fassa, Włochy              | Supergigant | River Radamus            | Lucas Braathen                     | Florian Loriot                 |
| 2019 Val di Fassa, Włochy              | Gigant      | River Radamus            | Tobias Kastlunger                  | Sam Maes                       |
| 2019 Val di Fassa, Włochy              | Slalom      | Alex Vinatzer            | Benjamin Ritchie                   | Sam Maes                       |
| 2019 Val di Fassa, Włochy              | Kombinacja  | Tobias Hedström          | Atle Lie McGrath                   | Lucas Braathen                 |
| 2020 Narwik, Norwegia                  | Zjazd       | Alexis Monney            | Simon Talacci                      | Stefan Rieser                  |
| 2020 Narwik, Norwegia                  | Supergigant | Stefan Rieser            | Armin Dornauer                     | Yannick Chabloz                |
| 2020 Narwik, Norwegia                  | Gigant      | -                        | -                                  | -                              |
| 2020 Narwik, Norwegia                  | Slalom      | -                        | -                                  | -                              |
| 2020 Narwik, Norwegia                  | Kombinacja  | -                        | -                                  | -                              |
| 2021 Bansko, Bułgaria                  | Zjazd       | -                        | -                                  | -                              |
| 2021 Bansko, Bułgaria                  | Supergigant | Giovanni Franzoni        | Lukas Feurstein                    | Gaël Zulauf                    |
| 2021 Bansko, Bułgaria                  | Gigant      | Lukas Feurstein          | Giovanni Franzoni                  | Kaspar Kindem                  |
| 2021 Bansko, Bułgaria                  | Slalom      | Benjamin Ritchie         | Fadri Janutin                      | Joshua Sturm                   |
| 2021 Bansko, Bułgaria                  | Kombinacja  | -                        | -                                  | -                              |
| 2022 Panorama, Kanada                  | Zjazd       | Giovanni Franzoni        | Franjo von Allmen                  | Luis Vogt                      |
| 2022 Panorama, Kanada                  | Supergigant | Isaiah Nelson            | Franjo von Allmen                  | Giovanni Franzoni              |
| 2022 Panorama, Kanada                  | Gigant      | Alexander Steen Olsen    | Filippo Della Vite                 | Lukas Passrugger               |
| 2022 Panorama, Kanada                  | Slalom      | Alexander Steen Olsen    | Fabian Ax Swartz                   | Linus Witte                    |
| 2022 Panorama, Kanada                  | Kombinacja  | Giovanni Franzoni        | Franjo von Allmen Marco Abbruzzese | -                              |
| 2023 Sankt Anton, Austria              | Zjazd       | Rok Ažnoh                | Alban Elezi Cannaferina            | Livio Hiltbrand                |
| 2023 Sankt Anton, Austria              | Supergigant | Livio Hiltbrand          | Lenz Hächler                       | Vincent Wieser                 |
| 2023 Sankt Anton, Austria              | Gigant      | Alban Elezi Cannaferina  | Eduard Hallberg                    | Oscar Andreas Sandvik          |
| 2023 Sankt Anton, Austria              | Slalom      | Corrado Barbera          | Adam Hofstedt                      | Antoine Azzolin                |
| 2023 Sankt Anton, Austria              | Kombinacja  | -                        | -                                  | -                              |
| 2024 Portes du Soleil, Francja         | Zjazd       | Livio Hiltbrand          | Gregorio Bernardi                  | Max Perathoner                 |
| 2024 Portes du Soleil, Francja         | Supergigant | Max Perathoner           | Ander Mintegui                     | Livio Hiltbrand                |
| 2024 Portes du Soleil, Francja         | Gigant      | Ryder Sarchett           | Alban Elezi Cannaferina            | Fabian Ax Swartz               |
| 2024 Portes du Soleil, Francja         | Slalom      | Lenz Hächler             | Moritz Zudrell                     | Hans Grahl-Madsen              |
| 2024 Portes du Soleil, Francja         | Kombinacja  | -                        | -                                  | -                              |

### Kobiety
| Miejscowość                            | Konkurencja | Zwyciężczyni                      | Druga                        | Trzecia                         |
| 1982 Auron, Francja                    | Zjazd       | Catherine Quittet                 | Chantal Hudry                | Carole Merle                    |
| 1982 Auron, Francja                    | Gigant      | Michaela Gerg                     | Andreja Leskovšek            | Linda Rocchetti                 |
| 1982 Auron, Francja                    | Slalom      | Andreja Leskovšek                 | Monika Hess                  | Alexandra Probst Minna Pelkonen |
| 1982 Auron, Francja                    | Kombinacja  | Paoletta Magoni                   | Sylvia Eder                  | Linda Rocchetti                 |
| 1983 Sestriere, Włochy                 | Zjazd       | Marina Kiehl                      | Michaela Gerg                | Katharina Gutensohn             |
| 1983 Sestriere, Włochy                 | Gigant      | Michaela Gerg                     | Hélène Barbier               | Michela Figini                  |
| 1983 Sestriere, Włochy                 | Slalom      | Fulvia Stevenin                   | Alexandra Mařasová           | Ida Ladstätter                  |
| 1983 Sestriere, Włochy                 | Kombinacja  | Michaela Gerg                     | Katharina Gutensohn          | Michela Figini                  |
| 1984 Sugarloaf, USA                    | Zjazd       | Veronika Wallinger                | Hélène Barbier               | Heidi Zeller                    |
| 1984 Sugarloaf, USA                    | Gigant      | Mateja Svet                       | Diann Roffe                  | Veronika Šarec                  |
| 1984 Sugarloaf, USA                    | Slalom      | Monika Maierhofer                 | Nicoletta Merighetti         | Veronika Šarec                  |
| 1984 Sugarloaf, USA                    | Kombinacja  | Veronika Wallinger                | Hélène Barbier               | Chantal Bournissen              |
| 1985 Jasná, Czechosłowacja             | Zjazd       | Astrid Geisler                    | Heidi Zurbriggen             | Chantal Bournissen              |
| 1985 Jasná, Czechosłowacja             | Gigant      | Anita Wachter                     | Heidi Zurbriggen             | Katja Lesjak                    |
| 1985 Jasná, Czechosłowacja             | Slalom      | Anita Wachter                     | Heidi Zurbriggen             | Chantal Bournissen              |
| 1985 Jasná, Czechosłowacja             | Kombinacja  | Heidi Zurbriggen                  | Anita Wachter                | Silvana Erlacher                |
| 1986 Bad Kleinkirchheim, Austria       | Zjazd       | Hilary Lindh                      | Astrid Geisler               | Deborah Compagnoni              |
| 1986 Bad Kleinkirchheim, Austria       | Gigant      | Lucia Medzihradská                | Birgit Eder                  | Annick Chappot                  |
| 1986 Bad Kleinkirchheim, Austria       | Slalom      | Christa Hartmann                  | Lucia Medzihradská           | Birgit Eder                     |
| 1986 Bad Kleinkirchheim, Austria       | Kombinacja  | Lucia Medzihradská                | Annick Chappot               | Ulrike Stanggassinger           |
| 1987 Sälen, Szwecja Hemsedal, Norwegia | Zjazd       | Marika Daxer                      | Sabine Ginther               | Deborah Compagnoni              |
| 1987 Sälen, Szwecja Hemsedal, Norwegia | Gigant      | Deborah Compagnoni                | Petra Kronberger             | Olga Kuradczenko                |
| 1987 Sälen, Szwecja Hemsedal, Norwegia | Slalom      | Ingrid Stöckl                     | Heidi Voelker                | Kimberly Schmidinger            |
| 1987 Sälen, Szwecja Hemsedal, Norwegia | Kombinacja  | Sabine Ginther                    | Olga Kuradczenko             | Carola Spatschil                |
| 1988 Madonna di Campiglio, Włochy      | Zjazd       | Andrea Schwarzenberger            | Sabine Ginther               | Ulla Lodziņa                    |
| 1988 Madonna di Campiglio, Włochy      | Supergigant | Sabine Ginther                    | Andrea Schwarzenberger       | Aline Mandrillon                |
| 1988 Madonna di Campiglio, Włochy      | Gigant      | Sabine Ginther                    | Bibiana Perez                | Elfi Eder                       |
| 1988 Madonna di Campiglio, Włochy      | Slalom      | Renate Oberhofer                  | Tanis Hunt                   | Raymonde Ansanay Alex           |
| 1988 Madonna di Campiglio, Włochy      | Kombinacja  | Sabine Ginther                    | Krista Schmidinger           | Raymonde Ansanay Alex           |
| 1989 Aleyska, USA                      | Zjazd       | Sabine Ginther                    | Monika Kogler                | Anja Haas                       |
| 1989 Aleyska, USA                      | Supergigant | Sabine Ginther                    | Katja Seizinger              | Julie Parisien                  |
| 1989 Aleyska, USA                      | Gigant      | Kimberly Schmidinger              | Krista Schmidinger           | Katja Seizinger                 |
| 1989 Aleyska, USA                      | Slalom      | Gabriela Zingre-Graf              | Gibson La Fountaine          | Manuela Lieb                    |
| 1989 Aleyska, USA                      | Kombinacja  | Edda Mutter                       | Krista Schmidinger           | Anja Haas                       |
| 1990 Zinal, Szwajcaria                 | Zjazd       | Swietłana Gładyszewa              | Katja Seizinger              | Warwara Zielenska               |
| 1990 Zinal, Szwajcaria                 | Supergigant | Katja Seizinger                   | Swietłana Gładyszewa         | Martina Osterried               |
| 1990 Zinal, Szwajcaria                 | Gigant      | Manuela Umele                     | Katja Seizinger              | Andrea Raffeiner                |
| 1990 Zinal, Szwajcaria                 | Slalom      | Katrin Neuenschwander             | Anouk Barnier                | Annelise Coberger               |
| 1990 Zinal, Szwajcaria                 | Kombinacja  | Katrin Neuenschwander             | Katja Seizinger              | Anja Haas                       |
| 1991 Geilo, Norwegia                   | Zjazd       | Céline Dätwyler                   | Cornelia Meusburger          | Karine Allard                   |
| 1991 Geilo, Norwegia                   | Supergigant | Julie Lunde Hansen                | Isabel Picenoni              | Karine Allard                   |
| 1991 Geilo, Norwegia                   | Gigant      | Sabina Panzanini                  | Barbara Brlec Martina Ertl   |                                 |
| 1991 Geilo, Norwegia                   | Slalom      | Urška Hrovat                      | Morena Gallizio              | Sabina Panzanini                |
| 1991 Geilo, Norwegia                   | Kombinacja  | Cornelia Meusburger               | Urška Hrovat                 | Martina Ertl                    |
| 1992 Maribor, Słowenia                 | Zjazd       | Céline Dätwyler                   | Alexandra Meissnitzer        | Swietłana Nowikowa              |
| 1992 Maribor, Słowenia                 | Supergigant | Regina Häusl                      | Morena Gallizio              | Alexandra Meissnitzer           |
| 1992 Maribor, Słowenia                 | Gigant      | Regina Häusl                      | Špela Pretnar                | Lea Ribaric                     |
| 1992 Maribor, Słowenia                 | Slalom      | Urška Hrovat                      | Christel Pascal              | Edith Rozsa                     |
| 1992 Maribor, Słowenia                 | Kombinacja  | Erika Hansson                     | Mojca Suhadolc               | Špela Pretnar                   |
| 1993 Monte Campione, Włochy            | Supergigant | Isolde Kostner                    | Madlen Summermatter          | Alessandra Merlin               |
| 1993 Monte Campione, Włochy            | Gigant      | Karin Roten                       | Morena Gallizio              | Christiane Mitterwallner        |
| 1993 Monte Campione, Włochy            | Slalom      | Morena Gallizio                   | Renate Götschl               | Urška Hrovat                    |
| 1993 Monte Campione, Włochy            | Kombinacja  | Morena Gallizio                   | Barbara Raggl                | Mélanie Turgeon                 |
| 1994 Lake Placid, USA                  | Zjazd       | Mélanie Suchet                    | Annemarie Gerg               | Mélanie Turgeon                 |
| 1994 Lake Placid, USA                  | Supergigant | Hilde Gerg                        | Mélanie Turgeon              | Annemarie Gerg                  |
| 1994 Lake Placid, USA                  | Gigant      | Mélanie Turgeon                   | Karin Roten                  | Barbara Raggl                   |
| 1994 Lake Placid, USA                  | Slalom      | Laure Pequegnot                   | Barbara Raggl                | Mélanie Turgeon                 |
| 1994 Lake Placid, USA                  | Kombinacja  | Mélanie Turgeon                   | Barbara Raggl                | Sibylle Brauner                 |
| 1995 Voss, Norwegia                    | Zjazd       | Sylviane Berthod                  | Cecilie Larsen               | Elisabeth Brandner              |
| 1995 Voss, Norwegia                    | Gigant      | Karin Roten                       | Sandra Hälldahl              | Catherine Borghi                |
| 1995 Voss, Norwegia                    | Slalom      | Marlies Oester                    | Karin Roten                  | Cecilie Larsen                  |
| 1995 Voss, Norwegia                    | Kombinacja  | Marlies Oester                    | Maren Günter                 | Špela Bračun                    |
| 1996 Schwyz, Szwajcaria                | Zjazd       | Selina Heregger                   | Sylviane Berthod             | Eveline Rohregger               |
| 1996 Schwyz, Szwajcaria                | Supergigant | Sylviane Berthod                  | Katarina Breznik             | Elisabeth Brandner              |
| 1996 Schwyz, Szwajcaria                | Gigant      | Karen Putzer                      | Selina Heregger              | Katarina Breznik                |
| 1996 Schwyz, Szwajcaria                | Slalom      | Sandra Hälldahl                   | Monika Bergmann              | Sabine Egger                    |
| 1996 Schwyz, Szwajcaria                | Kombinacja  | Selina Heregger                   | Sylviane Berthod             | Katarina Breznik                |
| 1997 Schladming, Austria               | Zjazd       | Monika Bergmann                   | Karin Blaser                 | Nadia Styger                    |
| 1997 Schladming, Austria               | Supergigant | Karen Putzer                      | Karin Blaser                 | Tanja Poutiainen                |
| 1997 Schladming, Austria               | Gigant      | Karen Putzer                      | Ingrid Jacquemod             | Antonella Marquis               |
| 1997 Schladming, Austria               | Slalom      | Tanja Poutiainen                  | Sarah Schleper               | Pia Käyhkö                      |
| 1997 Schladming, Austria               | Kombinacja  | Karen Putzer                      | Martina Lechner              | Dalia Lorbek                    |
| 1998 Megève, Francja                   | Zjazd       | Martina Lechner                   | Jonna Mendes                 | Ingrid Jacquemod                |
| 1998 Megève, Francja                   | Supergigant | Martina Lechner                   | Kerstin Reisenhofer          | Janica Kostelić                 |
| 1998 Megève, Francja                   | Gigant      | Anja Pärson                       | Ingrid Jacquemod             | Lucie Hrstková                  |
| 1998 Megève, Francja                   | Slalom      | Stefanie Wolf                     | Monika Bergmann              | Anja Pärson                     |
| 1998 Megève, Francja                   | Kombinacja  | Ingrid Jacquemod                  | Janica Kostelić              | Stefanie Wolf                   |
| 1999 Pra Loup, Francja                 | Zjazd       | Kerstin Reisenhofer               | Jonna Mendes                 | Alison Powers                   |
| 1999 Pra Loup, Francja                 | Supergigant | Karin Blaser                      | Silvia Berger                | Kerstin Reisenhofer             |
| 1999 Pra Loup, Francja                 | Gigant      | Denise Karbon                     | Silvia Berger                | Tanja Poutiainen                |
| 1999 Pra Loup, Francja                 | Slalom      | Anja Pärson                       | Stefanie Wolf                | Elisabeth Görgl                 |
| 1999 Pra Loup, Francja                 | Kombinacja  | Caroline Lalive                   | Stefanie Wolf                | Kerstin Reisenhofer             |
| 2000 Mont-Sainte-Anne, Kanada          | Zjazd       | Fränzi Aufdenblatten              | Lucia Recchia                | Christine Sponring              |
| 2000 Mont-Sainte-Anne, Kanada          | Supergigant | Kathrin Wilhelm                   | Ingrid Rumpfhuber            | Anja Pärson                     |
| 2000 Mont-Sainte-Anne, Kanada          | Gigant      | Anja Pärson                       | Carolina Ruiz Castillo       | Petra Knor                      |
| 2000 Mont-Sainte-Anne, Kanada          | Slalom      | Anja Pärson                       | Emily Brydon                 | Emma Pezzedi                    |
| 2000 Mont-Sainte-Anne, Kanada          | Kombinacja  | Emily Brydon                      | Fränzi Aufdenblatten         | Katja Wirth                     |
| 2001 Verbier, Szwajcaria               | Zjazd       | Astrid Vierthaler                 | Maria Holaus                 | Maria Riesch                    |
| 2001 Verbier, Szwajcaria               | Supergigant | Kathrin Wilhelm                   | Maria Riesch                 | Martina Schild                  |
| 2001 Verbier, Szwajcaria               | Gigant      | Fränzi Aufdenblatten              | Lucie Hrstková               | Carolina Ruiz Castillo          |
| 2001 Verbier, Szwajcaria               | Slalom      | Christine Sponring                | Maia Barmettler              | Emma Pezzedi                    |
| 2001 Verbier, Szwajcaria               | Kombinacja  | Maria Riesch                      | Fränzi Aufdenblatten         | Julia Mancuso                   |
| 2002 Tarvisio, Włochy                  | Zjazd       | Julia Mancuso                     | Astrid Vierthaler            | Nicole Hosp                     |
| 2002 Tarvisio, Włochy                  | Supergigant | Maria Riesch                      | Daniela Müller               | Kelly Vanderbeek                |
| 2002 Tarvisio, Włochy                  | Gigant      | Julia Mancuso                     | Jessica Kelley               | Florence Roujas                 |
| 2002 Tarvisio, Włochy                  | Slalom      | Veronika Zuzulová                 | Maria Riesch                 | Sandra Gini                     |
| 2002 Tarvisio, Włochy                  | Kombinacja  | Julia Mancuso                     | Tanya Bühler                 | Daniela Müller                  |
| 2003 Briançonnais, Francja             | Zjazd       | Tamara Wolf                       | Lindsey Kildow               | Julia Mancuso                   |
| 2003 Briançonnais, Francja             | Supergigant | Julia Mancuso                     | Brigitte Acton               | Kelly Vanderbeek                |
| 2003 Briançonnais, Francja             | Gigant      | Jessica Lindell-Vikarby           | Lene Løseth                  | Maria Riesch                    |
| 2003 Briançonnais, Francja             | Slalom      | Michaela Kirchgasser              | Ana Jelušić                  | Resi Stiegler                   |
| 2003 Briançonnais, Francja             | Kombinacja  | Maria Riesch                      | Michaela Kirchgasser         | Resi Stiegler                   |
| 2004 Maribor, Słowenia                 | Zjazd       | Maria Riesch                      | Lindsey Kildow               | Daniela Müller                  |
| 2004 Maribor, Słowenia                 | Supergigant | Nadia Fanchini Andrea Fischbacher |                              | Julia Mancuso                   |
| 2004 Maribor, Słowenia                 | Gigant      | Maria Riesch                      | Jessica Walter               | Lindsey Kildow                  |
| 2004 Maribor, Słowenia                 | Slalom      | Kathrin Zettel                    | Nika Fleiss                  | Šárka Záhrobská                 |
| 2004 Maribor, Słowenia                 | Kombinacja  | Julia Mancuso                     | Kathrin Zettel               | Šárka Záhrobská                 |
| 2005 Bardonecchia, Włochy              | Zjazd       | Nadia Fanchini                    | Elena Fanchini               | Katrin Triendl                  |
| 2005 Bardonecchia, Włochy              | Supergigant | Andrea Fischbacher                | Nadia Fanchini               | Elena Fanchini                  |
| 2005 Bardonecchia, Włochy              | Gigant      | Nadia Fanchini                    | Brigitte Acton               | Michaela Kirchgasser            |
| 2005 Bardonecchia, Włochy              | Slalom      | Šárka Záhrobská                   | Kathrin Zettel               | Ana Jelušić                     |
| 2005 Bardonecchia, Włochy              | Kombinacja  | Kathrin Zettel                    | Resi Stiegler                | Sophie Splawinski               |
| 2006 Québec, Kanada                    | Zjazd       | Marianne Abderhalden              | Anna Fenninger               | Aurélie Revillet                |
| 2006 Québec, Kanada                    | Supergigant | Anna Fenninger                    | Camilla Borsotti             | Hilary Longhini                 |
| 2006 Québec, Kanada                    | Gigant      | Tina Weirather                    | Carolin Fernsebner           | Eva-Maria Brem                  |
| 2006 Québec, Kanada                    | Slalom      | Maria Pietilä-Holmner             | Katrin Triendl               | Nina Løseth                     |
| 2006 Québec, Kanada                    | Kombinacja  | Anna Fenninger                    | Marianne Abderhalden         | Katrin Triendl                  |
| 2007 Altenmarkt, Austria               | Zjazd       | Tina Weirather                    | Lara Gut                     | Nicole Schmidhofer              |
| 2007 Altenmarkt, Austria               | Supergigant | Nicole Schmidhofer                | Tina Weirather               | Eva-Maria Brem                  |
| 2007 Altenmarkt, Austria               | Gigant      | Nicole Schmidhofer                | Tina Weirather               | Eva-Maria Brem                  |
| 2007 Altenmarkt, Austria               | Slalom      | Ilka Štuhec                       | Katharina Dürr               | Simone Streng                   |
| 2007 Altenmarkt, Austria               | Kombinacja  | Ilka Štuhec                       | Nicole Schmidhofer           | Maruša Ferk                     |
| 2008 Formigal, Hiszpania               | Zjazd       | Ilka Štuhec                       | Lara Gut                     | Viktoria Rebensburg             |
| 2008 Formigal, Hiszpania               | Supergigant | Viktoria Rebensburg               | Anna Fenninger               | Stefanie Moser                  |
| 2008 Formigal, Hiszpania               | Gigant      | Anna Fenninger                    | Viktoria Rebensburg          | Tessa Worley                    |
| 2008 Formigal, Hiszpania               | Slalom      | Bernadette Schild                 | Célina Hangl                 | Nastasia Noens                  |
| 2008 Formigal, Hiszpania               | Kombinacja  | Anna Fenninger                    | Larisa Yurkiw                | Eva-Maria Brem                  |
| 2009 Ga-Pa, Niemcy                     | Zjazd       | Marine Gauthier                   | Lotte Smiseth Sejersted      | Nicole Schmidhofer              |
| 2009 Ga-Pa, Niemcy                     | Supergigant | Viktoria Rebensburg               | Mariella Voglreiter          | Anna Fenninger                  |
| 2009 Ga-Pa, Niemcy                     | Gigant      | Viktoria Rebensburg               | Tina Weirather               | Karin Hackl                     |
| 2009 Ga-Pa, Niemcy                     | Slalom      | Denise Feierabend                 | Bernadette Schild            | Nina Løseth                     |
| 2009 Ga-Pa, Niemcy                     | Kombinacja  | Federica Brignone                 | Karin Hackl                  | Elena Curtoni                   |
| 2010 Region Mont Blanc, Francja        | Zjazd       | Jéromine Géroudet                 | Jessica Depauli              | Lotte Smiseth Sejersted         |
| 2010 Region Mont Blanc, Francja        | Supergigant | Marine Gauthier                   | Jéromine Géroudet            | Michelle Morik                  |
| 2010 Region Mont Blanc, Francja        | Gigant      | Mona Løseth                       | Lena Dürr Federica Brignone  |                                 |
| 2010 Region Mont Blanc, Francja        | Slalom      | Christina Geiger                  | Mona Løseth                  | Sara Hector                     |
| 2010 Region Mont Blanc, Francja        | Kombinacja  | Mona Løseth                       | Lotte Smiseth Sejersted      | Jessica Depauli                 |
| 2011 Crans-Montana, Szwajcaria         | Zjazd       | Lotte Smiseth Sejersted           | Wendy Holdener               | Cornelia Hütter                 |
| 2011 Crans-Montana, Szwajcaria         | Supergigant | Elena Curtoni                     | Jasmin Rothmund              | Cornelia Hütter                 |
| 2011 Crans-Montana, Szwajcaria         | Gigant      | Sara Hector                       | Lisa Magdalena Agerer        | Wendy Holdener                  |
| 2011 Crans-Montana, Szwajcaria         | Slalom      | Jessica Depauli                   | Anna Swenn-Larsson           | Mikaela Shiffrin                |
| 2011 Crans-Montana, Szwajcaria         | Kombinacja  | Wendy Holdener                    | Andrea Thürler               | Joana Hählen                    |
| 2012 Roccaraso, Włochy                 | Zjazd       |                                   |                              |                                 |
| 2012 Roccaraso, Włochy                 | Supergigant | Annie Winquist                    | Joana Hählen                 | Ragnhild Mowinckel              |
| 2012 Roccaraso, Włochy                 | Gigant      | Ragnhild Mowinckel                | Sara Hector                  | Adeline Baud                    |
| 2012 Roccaraso, Włochy                 | Slalom      | Stephanie Brunner                 | Paulina Grassl               | Petra Vlhová                    |
| 2012 Roccaraso, Włochy                 | Kombinacja  | Ragnhild Mowinckel                | Annie Winquist               | Corinne Suter                   |
| 2013 Québec, Kanada                    | Zjazd       | Jennifer Piot                     | Stephanie Venier             | Romane Miradoli                 |
| 2013 Québec, Kanada                    | Supergigant | Stephanie Venier                  | Corinne Suter                | Rosina Schneeberger             |
| 2013 Québec, Kanada                    | Gigant      | Lisa-Maria Zeller                 | Ragnhild Mowinckel           | Romane Miradoli                 |
| 2013 Québec, Kanada                    | Slalom      | Magdalena Fjällström              | Michelle Gisin               | Adeline Baud                    |
| 2013 Québec, Kanada                    | Kombinacja  | Ragnhild Mowinckel                | Maria Therese Tviberg        | Adeline Baud                    |
| 2014 Jasná, Słowacja                   | Zjazd       | Corinne Suter                     | Nora Grieg Christensen       | Kerstin Nicolussi               |
| 2014 Jasná, Słowacja                   | Supergigant | Corinne Suter                     | Stephanie Venier             | Rosina Schneeberger             |
| 2014 Jasná, Słowacja                   | Gigant      | Marta Bassino                     | Karoline Pichler             | Rosina Schneeberger             |
| 2014 Jasná, Słowacja                   | Slalom      | Petra Vlhová                      | Charlotta Säfvenberg         | Marina Wallner                  |
| 2014 Jasná, Słowacja                   | Kombinacja  | Elisabeth Kappauer                | Lisa Blomqvist               | Marina Wallner                  |
| 2015 Hafjell, Norwegia                 | Zjazd       | Mina Fürst Holtmann               | Maria Therese Tviberg        | Nicol Delago                    |
| 2015 Hafjell, Norwegia                 | Supergigant | Federica Sosio                    | Mina Fürst Holtmann          | Rahel Kopp                      |
| 2015 Hafjell, Norwegia                 | Gigant      | Nina Ortlieb                      | Stephanie Brunner            | Valérie Grenier                 |
| 2015 Hafjell, Norwegia                 | Slalom      | Paula Moltzan                     | Marlene Schmotz              | Katharina Truppe                |
| 2015 Hafjell, Norwegia                 | Kombinacja  | Rahel Kopp                        | Romane Miradoli              | Mina Fürst Holtmann             |
| 2016 Soczi, Rosja                      | Zjazd       | Valérie Grenier                   | Beatrice Scalvedi            | Nicol Delago                    |
| 2016 Soczi, Rosja                      | Supergigant | Nina Ortlieb                      | Valérie Grenier              | Verena Gasslitter               |
| 2016 Soczi, Rosja                      | Gigant      | Jasmina Suter                     | Riikka Honkanen              | Mélanie Meillard                |
| 2016 Soczi, Rosja                      | Slalom      | Elisabeth Willibald               | Katharina Gallhuber          | Katharina Huber                 |
| 2016 Soczi, Rosja                      | Kombinacja  | Aline Danioth                     | Kathrin Hirtl-Stanggassinger | Saša Brezovnik                  |
| 2017 Åre, Szwecja                      | Zjazd       | Alice Merryweather                | Katja Grossmann              | Kira Weidle                     |
| 2017 Åre, Szwecja                      | Supergigant | Nadine Fest                       | Franziska Gritsch            | Dajana Dengscherz               |
| 2017 Åre, Szwecja                      | Gigant      | Laura Pirovano                    | Katharina Liensberger        | Chiara Mair                     |
| 2017 Åre, Szwecja                      | Slalom      | Camille Rast                      | Ali Mullmeyer                | Chiara Mair                     |
| 2017 Åre, Szwecja                      | Kombinacja  | Nadine Fest                       | Meta Hrovat                  | Franziska Gritsch               |
| 2018 Davos, Szwajcaria                 | Zjazd       | Kajsa Vickhoff Lie                | Juliana Suter                | Julija Pleszkowa                |
| 2018 Davos, Szwajcaria                 | Supergigant | Kajsa Vickhoff Lie                | Franziska Gritsch            | Stephanie Jenal                 |
| 2018 Davos, Szwajcaria                 | Gigant      | Julia Scheib                      | Katharina Liensberger        | Riikka Honkanen                 |
| 2018 Davos, Szwajcaria                 | Slalom      | Meta Hrovat                       | Franziska Gritsch            | Aline Danioth                   |
| 2018 Davos, Szwajcaria                 | Kombinacja  | Aline Danioth                     | Meta Hrovat                  | Franziska Gritsch               |
| 2019 Val di Fassa, Włochy              | Zjazd       | Juliana Suter                     | Noemie Kolly                 | Lisa Grill                      |
| 2019 Val di Fassa, Włochy              | Supergigant | Hannah Sæthereng                  | Julia Scheib                 | Lindy Etzensperger              |
| 2019 Val di Fassa, Włochy              | Gigant      | Alice Robinson                    | Camille Rast                 | Kaja Norbye                     |
| 2019 Val di Fassa, Włochy              | Slalom      | Meta Hrovat                       | Aline Danioth                | Elsa Fermbäck                   |
| 2019 Val di Fassa, Włochy              | Kombinacja  | Nicole Good                       | Kaja Norbye                  | Ida Dannewitz                   |
| 2020 Narwik, Norwegia                  | Zjazd       | Magdalena Egger                   | Lisa Grill                   | Monica Zanoner                  |
| 2020 Narwik, Norwegia                  | Supergigant | Magdalena Egger                   | Lisa Grill                   | Karen Smadja Clement            |
| 2020 Narwik, Norwegia                  | Gigant      | Sara Rask                         | Neja Dvornik                 | Kaja Norbye                     |
| 2020 Narwik, Norwegia                  | Slalom      | -                                 | -                            | -                               |
| 2020 Narwik, Norwegia                  | Kombinacja  | Magdalena Egger                   | Lisa Grill                   | Keely Cashman                   |
| 2021 Bansko, Bułgaria                  | Zjazd       | -                                 | -                            | -                               |
| 2021 Bansko, Bułgaria                  | Supergigant | Lena Wechner                      | Magdalena Kappaurer          | Magdalena Egger                 |
| 2021 Bansko, Bułgaria                  | Gigant      | Hanna Aronsson Elfman             | Marte Monsen                 | Neja Dvornik                    |
| 2021 Bansko, Bułgaria                  | Slalom      | Sophie Mathiou                    | Moa Boström Müssener         | AJ Hurt                         |
| 2021 Bansko, Bułgaria                  | Kombinacja  | -                                 | -                            | -                               |
| 2022 Panorama, Kanada                  | Zjazd       | Magdalena Egger                   | Emma Aicher                  | Lauren Macuga                   |
| 2022 Panorama, Kanada                  | Supergigant | Magdalena Egger                   | Ava Sunshine Jemison         | Victoria Olivier                |
| 2022 Panorama, Kanada                  | Gigant      | Magdalena Egger                   | Emma Aicher                  | Zrinka Ljutić                   |
| 2022 Panorama, Kanada                  | Slalom      | Zrinka Ljutić                     | Emma Aicher                  | Moa Boström Müssener            |
| 2022 Panorama, Kanada                  | Kombinacja  | Marie Lamure                      | Magdalena Egger              | Aline Höpli                     |
| 2023 Sankt Anton, Austria              | Zjazd       | Stefanie Grob                     | Vicky Bernardi               | Pernille Dyrstad Lydersen       |
| 2023 Sankt Anton, Austria              | Supergigant | Lara Colturi                      | Stefanie Grob                | Alice Calaba                    |
| 2023 Sankt Anton, Austria              | Gigant      | Hanna Aronsson Elfman             | Stefanie Grob                | Lara Colturi                    |
| 2023 Sankt Anton, Austria              | Slalom      | Hanna Aronsson Elfman             | Janine Mächler               | Beatrice Sola                   |
| 2023 Sankt Anton, Austria              | Kombinacja  | -                                 | -                            | -                               |
| 2024 Portes du Soleil, Francja         | Zjazd       | Victoria Olivier                  | Malorie Blanc                | Rosa Pohjolainen                |
| 2024 Portes du Soleil, Francja         | Supergigant | Malorie Blanc                     | Viktoria Bürgler             | Nicole Eibl                     |
| 2024 Portes du Soleil, Francja         | Gigant      | Britt Richardson                  | Stefanie Grob                | Lara Colturi                    |
| 2024 Portes du Soleil, Francja         | Slalom      | Dženifera Ģērmane                 | Anuk Brändli                 | Cornelia Öhlund                 |
| 2024 Portes du Soleil, Francja         | Kombinacja  | -                                 | -                            | -                               |

### Drużynowo

#### Slalom równoległy
| Rok i miejsce         | Złoto | Srebro                                                                                         | Brąz                                                                                     |
| --------------------- | --- | ---------------------------------------------------------------------------------------------- | ---------------------------------------------------------------------------------------- |
| 2012 Roccaraso        | Słowenia · Ula Hafner · Žan Kranjec · Ana Bucik · Mišel Žerak                                               | Włochy · Karoline Pichler · Giordano Ronci · Nicole Agnelli · Alex Zingerle                    | Szwajcaria · Jasmina Suter · Luca Aerni · Andrea Ellenberger · Bernhard Niederberger     |
| 2013 Québec           | Szwecja · Nathalie Eklund · Charlotta Säfvenberg · Max-Gordon Sundquist · Daniel Steding                    | Szwajcaria · Wendy Holdener · Rahel Kopp · Luca Aerni · Bernhard Niederberger                  | Kanada · Tianda Carroll · Mikaela Tommy · Trevor Philp · Ford Swette                     |
| 2014 Jasná            | Szwecja · Lisa Blomqvist · Magdalena Fjällström · Gustav Lundbäck · Max-Gordon Sundquist                    | Szwajcaria · Luca Aerni · Rahel Kopp · Bernhard Niederberger · Corinne Suter                   | Niemcy · Patrizia Dorsch · Sebastian Holzmann · David Ketterer · Marina Wallner          |
| 2015 Hafjell          | Norwegia · Peder Dahlum Eide · Julie Flo Mohagen · Max Røisland · Tonje Healey Trulsrud                     | Austria · Stephanie Brunner · Thomas Hettegger · Katharina Huber · Maximilian Lahnsteiner      | Niemcy · Patrizia Dorsch · Alexander Schmid · Marlene Schmotz · Lukas Wasmeier           |
| 2016 Soczi            | Słowenia · Saša Brezovnik · Štefan Hadalin · Miha Hrobat · Aljaž Dvornik                                    | Szwecja · Lovisa Grant · Lisa Hörnblad · Ludwig Cassman · Hannes Grym                          | Norwegia · Kristin Anna Lysdahl · Thea Louise Stjernesund · Timon Haugan · Marcus Monsen |
| 2017 Åre              | Kanada · James Crawford · Stephanie Fleckenstein · Ali Nullmeyer · Jeffrey Read                             | Austria · Fabio Gstrein · Katharina Liensberger · Simon Rueland · Marie-Therese Sporer         | Belgia · Sam Maes · Mathilde Nelles · Kim Vanreusel · Tom Verbeke                        |
| 2018 Davos            | Szwajcaria · Camille Rast · Marco Odermatt · Aline Danioth · Semyel Bissig                                  | Norwegia · Kajsa Vickhoff Lie · Lucas Braathen · Kaja Norbye · Joachim Jagge Lindstøl          | Austria · Julia Scheib · Simon Rueland · Franziska Gritsch · Fabio Gstrein               |
| 2019 Val di Fassa     | Francja · Marie Lamure · Jérémie Lagier · Doriane Escané · Augustin Bianchini                               | Stany Zjednoczone · Katie Hensien · River Radamus · AJ Hurt · Benjamin Ritchie                 | Niemcy · Martina Willibald · Nikolaus Pföderl · Martina Ostler · Fabian Himmelsbach      |
| 2020 Narwik           | zawody odwołane                                                                                             | zawody odwołane                                                                                | zawody odwołane                                                                          |
| 2021 Bansko           | zawody odwołane                                                                                             | zawody odwołane                                                                                | zawody odwołane                                                                          |
| 2022 Panorama         | Kanada · Cassidy Gray · Étienne Mazellier · Justine Lamontagne · Raphaël Lessard                            | Austria · Victoria Olivier · Joshua Sturm · Magdalena Egger · Lukas Passrugger                 | Szwajcaria · Delphine Darbellay · Reto Mächler · Delia Durrer · Eric Wyler               |
| 2023 Sankt Anton      | Szwecja · Cornelia Öhlund · Emil Nyberg · Liza Backlund · Lucas Kongsholm                                   | Włochy · Ambra Pomare · Pietro Giovanni Motterlini · Giulia Valleriani · Davide Leonardo Seppi | Norwegia · Pernille Dyrstad Lydersen · Hans Grahl-Madsen · Pia Møller · Jesper Wahlqvist |
| 2024 Portes du Soleil | Norwegia · Thea Emilie Benth Jellum · Johs Braathen Herland · Madeleine Sylvester-Davik · Hans Grahl-Madsen | Szwecja · Cornelia Öhlund · Lucas Kongsholm · Liza Backlund · Emil Nyberg                      | Stany Zjednoczone · Liv Moritz · Camden Palmquist · Elisabeth Bocock · Cooper Puckett    |

#### Kombinacja drużynowa kobiet
| Rok i miejsce         | Złoto                                         | Srebro                                       | Brąz                                          |
| --------------------- | --------------------------------------------- | -------------------------------------------- | --------------------------------------------- |
| 2023 Sankt Anton      | Szwajcaria 1 · Stefanie Grob · Janine Mächler | Niemcy 1 · Emma Aicher · Elina Lipp          | Włochy 2 · Alice Calaba · Beatrice Sola       |
| 2024 Portes du Soleil | Szwajcaria 1 · Malorie Blanc · Anuk Brändli   | Austria 1 · Viktoria Bürgler · Natalie Falch | Szwajcaria 2 · Stefanie Grob · Janine Mächler |

#### Kombinacja drużynowa mężczyzn
| Rok i miejsce         | Złoto                                         | Srebro                                                | Brąz                                      |
| --------------------- | --------------------------------------------- | ----------------------------------------------------- | ----------------------------------------- |
| 2023 Sankt Anton      | Włochy 1 · Marco Abbruzzese · Corrado Barbera | Niemcy 1 · Luis Vogt · Nickco Palamaras               | Austria 1 · Vincent Wieser · Jakob Greber |
| 2024 Portes du Soleil | Włochy 1 · Max Perathoner · Edoardo Saracco   | Francja 1 · Alban Elezi Cannaferina · Antoine Azzolin | Austria 3 · Moritz Zudrell · Jakob Greber |

## Tabela medalowa
Stan po MŚJ 2024
| Pozycja | Państwo           | Złoto | Srebro | Brąz | Łącznie |
| 1       | Austria           | 105   | 114    | 102  | 322     |
| 2       | Szwajcaria        | 65    | 68     | 49   | 182     |
| 3       | Włochy            | 48    | 45     | 43   | 136     |
| 4       | Stany Zjednoczone | 32    | 25     | 23   | 80      |
| 5       | Norwegia          | 30    | 34     | 32   | 96      |
| 6       | Szwecja           | 27    | 20     | 15   | 62      |
| 7       | Francja           | 27    | 20     | 36   | 83      |
| 8       | Niemcy            | 19    | 26     | 21   | 66      |
| 9       | Słowenia          | 16    | 13     | 17   | 46      |
| 10      | RFN               | 8     | 8      | 5    | 21      |
| 11      | Kanada            | 7     | 10     | 17   | 34      |
| 12      | Jugosławia        | 7     | 7      | 8    | 22      |
| 13      | ZSRR              | 3     | 2      | 4    | 9       |
| 14      | Finlandia         | 2     | 5      | 10   | 17      |
| 15      | Liechtenstein     | 2     | 4      | 1    | 7       |
| 16      | Chorwacja         | 2     | 3      | 6    | 11      |
| 17      | Czechosłowacja    | 2     | 2      | 3    | 7       |
| 18      | Czechy            | 2     | 1      | 4    | 7       |
| 19      | Słowacja          | 2     | 0      | 1    | 3       |
| 20      | Japonia           | 1     | 2      | 2    | 5       |
| 21      | Albania           | 1     | 0      | 2    | 3       |
| 22      | Bułgaria          | 1     | 0      | 1    | 2       |
| 22      | Nowa Zelandia     | 1     | 0      | 1    | 2       |
| 24      | Łotwa             | 1     | 0      | 0    | 1       |
| 25      | Rosja             | 0     | 4      | 4    | 8       |
| 26      | Hiszpania         | 0     | 2      | 1    | 3       |
| 27      | Belgia            | 0     | 0      | 3    | 3       |
| 28      | Chile             | 0     | 0      | 1    | 1       |
|         | Łącznie           | 391   | 394    | 389  | 1173    |